# Safa (dios)
Safa (en cirílico osetio: Сафа) es el dios protector del hogar y el fuego según la mitología osetia. Se le confiaba el sueño de los niños y la prometida debía pasar tres veces alrededor de su casa antes de desposarse para venerarlo.